# محمد شقرون تلمسانی
محمّد بن هبةالله وجدیحی شهرت‌یافته به محمّد شَقرُون (۱۵۰۳–۱۵۷۵) فقیه برجستهٔ مالکی الجزایری در سدهٔ شانزدهم میلادی/دهم هجری بود تا حدی که به «مالک کوچک» لقب گرفت. همچنین در علوم منطق و بیان نیز مشارکت داشت. در تلمسان إفتاء را عهده‌دار شد. در سال ۹۶۷ق نزد غالب بالله سعدی جایگاهی یافت و کرسی تدریس در قصر او را برگرفت. ابن عساکر نوشته‌است که در فتوا و ریاست علمی اسلامی در منطقهٔ مراکش و دیگر سرزمین‌های مغرب از او تقلید می‌شد. شقرون همچنین در خارج از قصر به تدریس پرداخت. «شرح» از آثار اوست.